# دييغو فرنانديز كاسترو
دييغو فرنانديز كاسترو (بالإسبانية: Diego Fernández Castro)‏ هو لاعب كرة قدم تشيلي، ولد في 8 مارس 1998 في لونكوتشي في تشيلي. لعب مع ديبورتيس إيكيكي.